# Турський парвус
Парвус Турський (лат. parvus turonensis, фр. petit tournois — мала турноза) — монета в пів турського гроша, карбувалася королем Франції Філіпом IV з 1295 по 1303 з срібла 500-ї проби вагою 2,11 г. Вартість монети 7½ турського деньє.

## Джерело
- 3варич В. В. Нумізматичний словник. — Львів: «Вища школа», 1978, 338 с.